# Bernried am Starnberger See
Bernried am Starnberger See – miejscowość i gmina w Niemczech, w kraju związkowym Bawaria, w rejencji Górna Bawaria, w regionie Oberland, w powiecie Weilheim-Schongau. Leży około 12 km na wschód od Weilheim in Oberbayern, nad jeziorem Starnberger See, przy linii kolejowej Kochel am See – Monachium.

## Demografia
| Rok  | Liczba mieszk. |
| ---- | -------------- |
| 1970 | 1 188          |
| 1987 | 1 630          |
| 2000 | 2 004          |
| 2005 | 2 179          |

### Struktura wiekowa
Dane o ludności z 31 grudnia 2008:
| Opis                                | Ogółem | Ogółem | Kobiety | Kobiety | Mężczyźni | Mężczyźni |
| ----------------------------------- | ------ | ------ | ------- | ------- | --------- | --------- |
| Jednostka                           | osób   | %      | osób    | %       | osób      | %         |
| Populacja                           | 2188   | 100    | 1193    | 54,52   | 995       | 45,48     |
| Wiek przedprodukcyjny (0–17 lat)    | 395    | 18,05  | 194     | 8,87    | 201       | 9,19      |
| Wiek produkcyjny (18–65 lat)        | 1382   | 63,16  | 762     | 34,83   | 620       | 28,34     |
| Wiek poprodukcyjny (powyżej 65 lat) | 411    | 18,78  | 237     | 10,83   | 174       | 7,95      |

## Polityka
Wójtem gminy jest Josef Steigenberger z ÜFWG, rada gminy składa się z 14 osób.
|      | CSU | SPD | ÜFWG | FDP/PF | BLfMuN | Razem |
| 2008 | 4   | 2   | 5    | 2      | 1      | 14    |
| 2002 | 5   | 1   | 7    | 1      | -      | 14    |